# Al-Haffa (dystrykt)
Al-Haffa – jedna z 4 jednostek administracyjnych drugiego rzędu (dystrykt) muhafazy Latakia w Syrii.
W 2004 roku dystrykt zamieszkiwało 81 213 osób.